# Гилем де Монткада
Гиљермо де Монкада (?, 13. век - Лерида, 1282) је био бискуп Лериде између 1257. и 1278. године.

## Биографија
Припадао је племићкој породици, син је Гиљерма Рамона де Монкаде и Констанце, ћерке краља Педра II од Арагона.
Изабран је за бискупа Леридске бискупије 4. априла 1257. године, Са приором Рода де Исабена склопио је споразум, као и споразум са витезовима Храма, о приходима и обавезама према бискупији, потписан 1274. године.
Дана 31. октобра 1278. године, осветио је катедралу у Лериди, упркос чињеници да радови још нису били завршени.
Сахрањен је у капели Сан Педра у катедрали у Љеиди.